# Sedum wilczekianum
Sedum wilczekianum är en fetbladsväxtart som beskrevs av Font Quer. Sedum wilczekianum ingår i Fetknoppssläktet som ingår i familjen fetbladsväxter. Inga underarter finns listade i Catalogue of Life.